# Mata Hari (film 2016)
Mata Hari è un film del 2016 diretto da Rossana Patrizia Siclari con protagonista Elisabetta Gregoraci, e con l'attore statunitense John Savage, presentato alla Mostra del cinema di Venezia nel 2017.

## Trama
Il film è dedicato alla vita della celebre danzatrice e spia olandese che fu condannata a morte nel 1917 per la sua attività di spionaggio in Francia durante la prima guerra mondiale.